# Мамедов, Камран Кямилевич
Камран Кямилевич Мамедов (род. 7 апреля 1999 года, Москва, Россия) — российский самбист, дзюдоист. 2-кратный чемпион России по самбо, 2-кратный серебряный призёр Универсиады по самбо, бронзовый призёр супер Кубка Мира по самбо, победитель международного фестиваля студенческого спорта 2023. 3-кратный чемпион Мира по универсальному бою. 2-кратный чемпион Кубка МЧС России по самбо. Многократный победитель и призёр международных и всероссийских соревнований. Мастер спорта России международного класса по универсальному бою, Мастер спорта России по самбо, мастер спорта России по дзюдо.

## Биография
Мамедов Камран родился и вырос в городе Москва. Проживает и тренируется Московской области в городе Мытищи.
В 2020 году поступил в Московский государственный областной университет (сейчас ГУП) на факультет физической культуры.
В 2019 году выполнил норматив мастер спорта России по универсальному бою.
В 2020 году выполнил норматив мастера спорта России по самбо.
В 2022 году выполнил норматив мастер спорта России по дзюдо.
В 2023 году выполнил норматив мастер спорта России международного класса по универсальному бою.
С 2022 года является тренером-преподавателям и входит в состав сборной МЧС России по самбо.

## Спортивные достижения

### Самбо
- Международный турнир категории «А» по самбо на призы президента Беларуси 2020[4] — ;
- VΙΙ Всероссийская летняя Универсиада по самбо 2020[5] — ;
- VΙΙΙ Всероссийская летняя Универсиада по самбо 2022[6] — ;
- Чемпионат России по самбо до 24х 2021[7] — ;
- Первенство России по самбо (2019[8] — ; 2020[9] — );
- Чемпионат Кубка Лиги по самбо среди студентов 2022[10] — ;
- Чемпионат России по пляжному самбо 2022 — ;
- Чемпионат России по самбо 2023 — ;
- Кубок России по самбо 2023 — ;
- Чемпионат России по самбо среди студентов 2023[11] — ;
- Супер Кубок Мира «Кубок Основоположников» 2023[12] — ;
- Чемпионат России по пляжному самбо 2023 — ;
- Кубок МЧС России по самбо 2023[13] — ;
- Международный фестиваль студенческого спорта 2023[14] — ;
- Кубок МЧС России по самбо 2024[15] — ;
- Международные соревнования Гран-При по самбо 2024[16] — ;
- Многократный победитель и призёр Первенства и Чемпионатов Москвы[17]

### Универсальный бой
- Чемпионат Мира по универсальному бою 2021[18] — ;
- Чемпионат Мира по универсальному бою 2022[19] — ;
- Чемпионат Мира по универсальному бою «лайт» среди мужчин и женщин, г. Саратов 2024[20]— ;
- Чемпионат России 2024[21] — ;
- Первенство Мира по универсальному бою 2019[22] — ;
- Кубок России по универсальному бою 2020[23] — ;
- 3-кратный победитель Первенств России по универсальному бою (2018, 2019[24], 2020)
- Чемпионат России по универсальному бою (2021[25]— , 2022[26] — ; 2023)
- Всероссийские соревнования по универсальному бою памяти майора ФСО России Колбешкина А. В. 2022[27] — ;
- Всероссийские соревнования по универсальному бою памяти Сергея Новикова 2023[28] — ;
- Многократный победитель Чемпионатов и Первенств ЦФО

### Дзюдо
Кубок Европы по дзюдо 2019 — 7 место
Чемпионат Москвы по дзюдо 2022 — ;
Неоднократный призёр Чемпионата и Первенства Москвы
Многократный победитель и призёр всероссийских соревнований

## Награды
В 2023 году награждён знаком отличия Министерства по физической культуре и спорту «Спортивная доблесть 1 степени» за высокие спортивные результаты в сезоне 2022/2023
В 2022 году награждён знаком отличия Министерства по физической культуре и спорту «Спортивная доблесть 2 степени»
В 2021 году награждён знаком отличия Министерства по физической культуре и спорту «Спортивная доблесть 3 степени»